# Alfred Flechtheim
Alfred Flechtheim est un artiste, un marchand d'art, un éditeur et un collectionneur d'art allemand, né le 1er avril 1878 à Münster et mort le 9 mars 1937 à Londres.

## Biographie
Flechtheim est né dans une famille de marchands juifs; son père, Emil Flechtheim, était un marchand de grains. Alfred d'abord est devenu un partenaire dans le commerce paternel, avec des relations d'affaires à Londres et Paris.

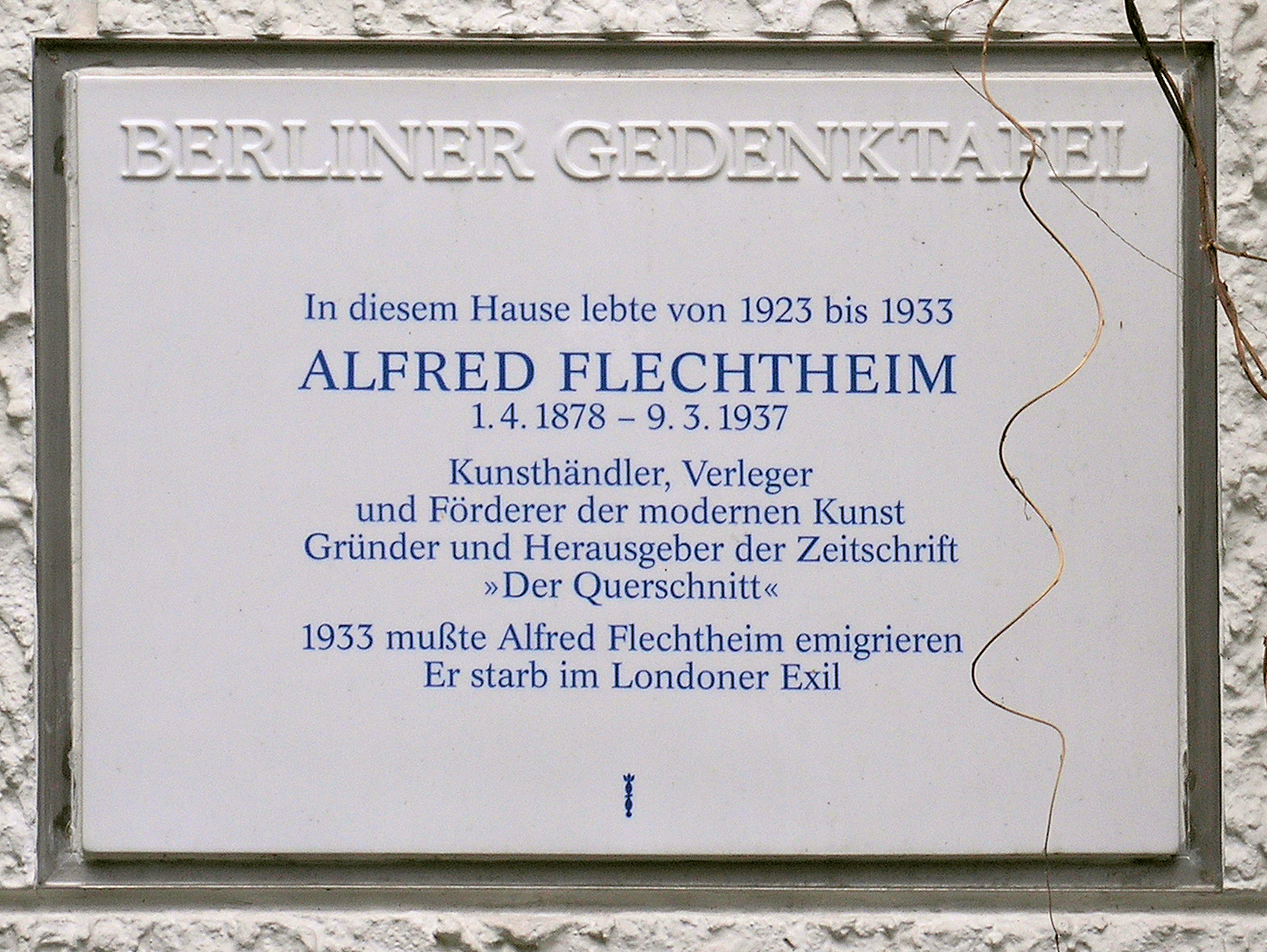
Plaque d'hommage au 15 de la Bleibtreustraße à Berlin-Wilmersdorf.

Marchand, mais aussi éditeur et promoteur de l'art moderne, Alfred Flechtheim est, en 1912, le commissaire de la Sonderbund à Cologne : l'impact sur l'art moderne est important ; il croise durant l'été Walt Kuhn et le conseille pour le futur Armory Show.
Il fonde en janvier 1921, avec Hermann von Wedderkop rencontré à Paris en 1907, la revue Der Querschnitt qu'il revend en novembre 1924 à Hermann Ullricht ; il continue cependant à y écrire. La revue deviendra un important magazine culturel.
En 1932, il choisit d'émigrer du fait de l'arrivée des nazis au pouvoir. Il meurt lors de son exil londonien.

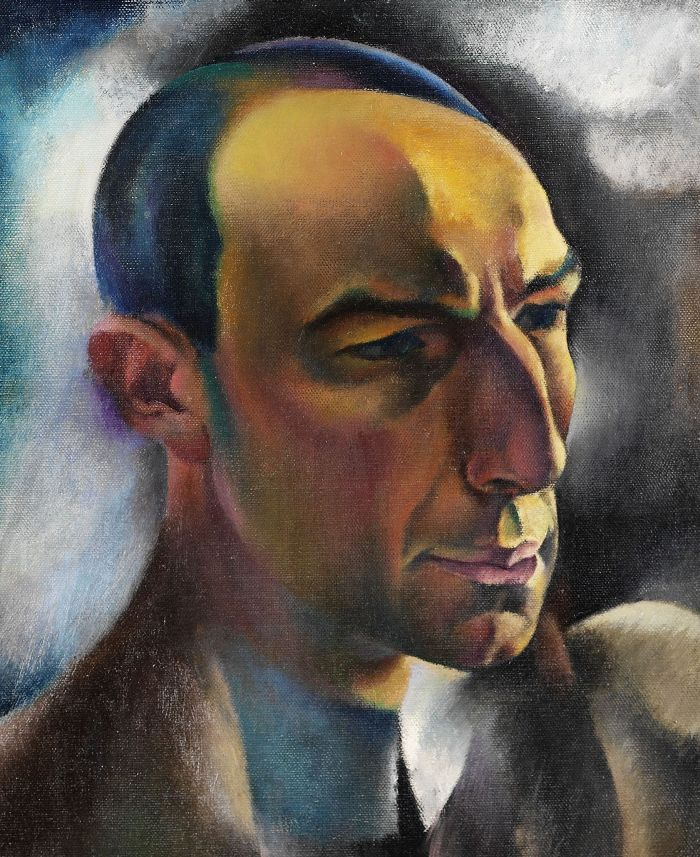
Hanns Bolz, Portrait d'Alfred Flechtheim, 1910 (musée Reiff (de), Aix-la-Chapelle).
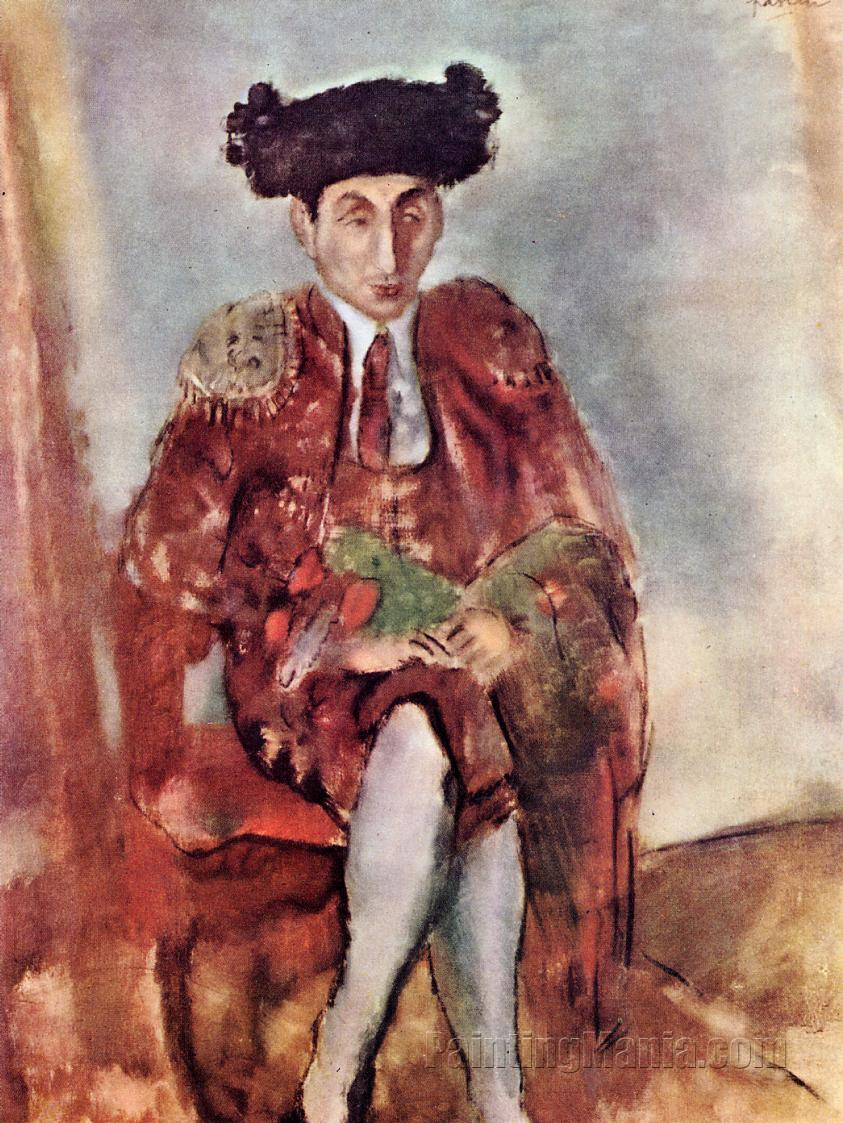
Jules Pascin, Alfred Flechtheim habillé en torero, 1927 (musée national d’art moderne, Paris).
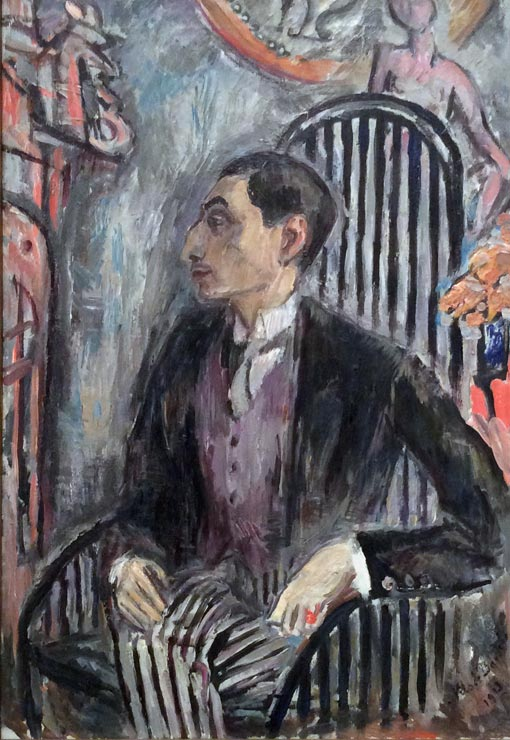
Nils von Dardel, Portrait d'Alfred Flechtheim, 1913

## Une affaire de faux tableaux (2011)
Le peintre Henrik Campendonk, qui n'était pas l'un des peintres les plus connus de l'expressionnisme allemand, vit sa cote bondir avant qu'au printemps 2011 n'éclate une affaire de faux tableaux censés provenir de l'ancienne galerie d'Alfred Flechtheim à Düsseldorf : quatre escrocs dont Wolfgang Beltracchi ont fabriqué et revendu pour plusieurs millions d'euros de fausses toiles en leur donnant comme origine le fonds de cette galerie dont les archives avait été dévastées par les nazis.